# Michael Shannon

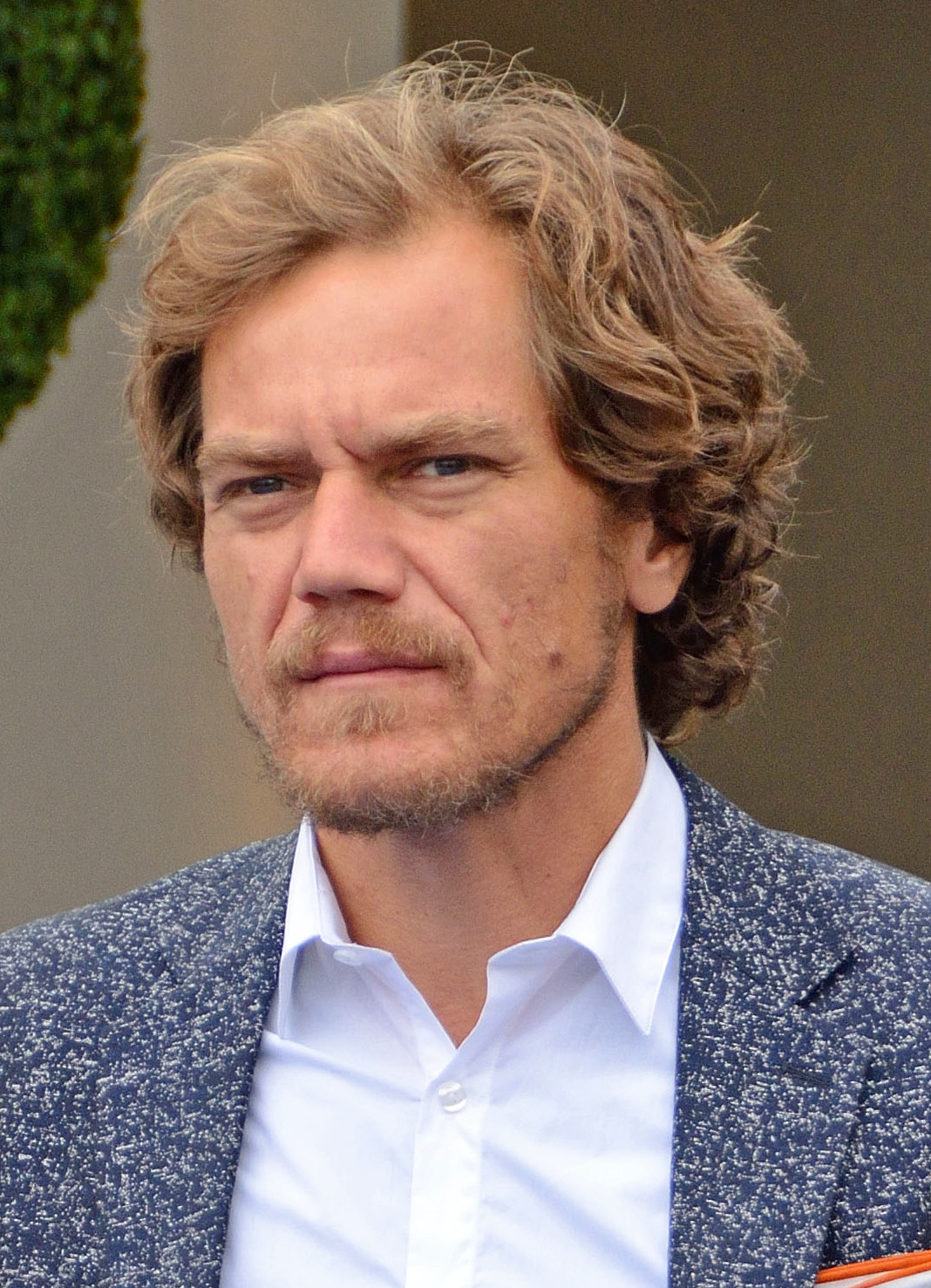
Michael Shannon, 2015

Michael Shannon (* 7. August 1974 in Lexington, Kentucky) ist ein US-amerikanischer Schauspieler.

## Leben und Wirken
Shannon begann seine Schauspiellaufbahn am Illinois Theatre Center in Chicago. Nach Rollen in Und täglich grüßt das Murmeltier (1993) und Außer Kontrolle (1996) bekam er 1998 einen größeren Part in Chicago Cab. 2000 war Shannon in Joel Schumachers Kriegsdrama Tigerland zu sehen. 2003 spielte er an der Seite von Martin Lawrence, Will Smith und Jordi Mollà in Bad Boys II. Ein Jahr zuvor spielte er neben Rap-Star Eminem in 8 Mile. 2007 ist Michael Shannon neben Eric Bana und Drew Barrymore in Glück im Spiel zu sehen. Nach Arbeiten mit den Regisseuren William Friedkin, Oliver Stone und Sidney Lumet übernahm er 2007 in dem Independentfilm Shotgun Stories die Hauptrolle. Seinen Durchbruch hatte er mit der Nebenrolle des John Givings in Sam Mendes’ Drama Zeiten des Aufruhrs (2008) an der Seite von Kate Winslet und Leonardo DiCaprio. Der Part des wahrheitsliebenden Patienten einer Nervenheilanstalt brachte ihm seine erste Oscar-Nominierung ein.
2009 war er in zwei Spielfilmen, Bad Lieutenant – Cop ohne Gewissen und Ein fürsorglicher Sohn, des deutschen Regisseurs Werner Herzog zu sehen. Bei der im Juni 2013 erschienenen Superman-Comicverfilmung Man of Steel übernahm er die Rolle des Schurken General Zod.
Shannon arbeitete wiederholt mit Regisseur Jeff Nichols zusammen, in dessen Filmen Shotgun Stories (2007), Take Shelter – Ein Sturm zieht auf (2011), Mud (2012), Midnight Special und Loving (beide 2016) er jeweils eine Rolle übernahm. In letzterem stellte er den LIFE-Fotografen Grey Villet dar.
Shannons Regiedebüt Eric LaRue soll im Juni 2023 beim Tribeca Film Festival seine Premiere feiern.

## Filmografie (Auswahl)
- 1993: Und täglich grüßt das Murmeltier (Groundhog Day)
- 1996: Außer Kontrolle (Chain Reaction)
- 1998: Chicago Cab
- 1999: Jesus’ Son
- 2000: Tigerland
- 2001: Pearl Harbor
- 2001: Vanilla Sky
- 2002: 8 Mile
- 2002: High Crimes – Im Netz der Lügen (High Crimes)
- 2003: Kangaroo Jack
- 2003: Bad Boys II
- 2003: Grand Theft Parsons
- 2004: The Woodsman
- 2005: American Gun
- 2005: Law & Order: Special Victims Unit (Fernsehserie, Folge 6x13 Verdacht)
- 2006: Ab in den Knast (Let’s Go to Prison)
- 2006: Bug
- 2006: World Trade Center
- 2007: Glück im Spiel (Lucky You)
- 2007: Tödliche Entscheidung – Before the Devil Knows You’re Dead (Before the Devil Knows You’re Dead)
- 2007: Shotgun Stories
- 2008: Zeiten des Aufruhrs (Revolutionary Road)
- 2009: The Missing Person
- 2009: Bad Lieutenant – Cop ohne Gewissen (The Bad Lieutenant: Port of Call New Orleans)
- 2009: Ein fürsorglicher Sohn (My Son, My Son, What Have Ye Done)
- 2010: The Runaways
- 2010: 13
- 2010: Jonah Hex
- 2010–2014: Boardwalk Empire (Fernsehserie, 35 Folgen)
- 2011: Take Shelter – Ein Sturm zieht auf (Take Shelter)
- 2011: Machine Gun Preacher
- 2012: Mud
- 2012: The Iceman
- 2012: Premium Rush
- 2013: Man of Steel
- 2013: The Harvest
- 2014: Young Ones
- 2014: 99 Homes – Stadt ohne Gewissen (99 Homes)
- 2015: Freeheld – Jede Liebe ist gleich (Freeheld)
- 2015: Die Highligen Drei Könige (The Night Before)
- 2016: Frank & Lola
- 2016: Midnight Special
- 2016: Batman v Superman: Dawn of Justice
- 2016: Elvis & Nixon
- 2016: Loving
- 2016: Nocturnal Animals
- 2016: Salt and Fire
- 2017: Shape of Water – Das Flüstern des Wassers (The Shape of Water)
- 2017: Edison – Ein Leben voller Licht (The Current War)
- 2017: Pottersville
- 2017: Trouble No More
- 2018: Operation: 12 Strong (12 Strong)
- 2018: Fahrenheit 451
- 2018: What They Had
- 2018: Waco (Fernsehserie, 6 Folgen)
- 2018: Die Libelle (The Little Drummer Girl, Miniserie, 6 Folgen)
- 2019: Knives Out – Mord ist Familiensache (Knives Out)
- 2020: The Quarry
- 2021: Nine Perfect Strangers (Miniserie, 8 Folgen)
- 2021: Heart of Champions
- 2022: Bullet Train
- 2022: Amsterdam
- 2022: Abandoned
- 2022: A Little White Lie
- 2023: Eric LaRue (Regie)
- 2023: The Flash
- 2023: The Bikeriders
- 2024: A Different Man
- 2024: The End

## Auszeichnungen
- 2007: Gewinner des Gotham Awards in der Kategorie Bestes Schauspielerensemble für Tödliche Entscheidung
- 2009: Oscar-Nominierung in der Kategorie Bester Nebendarsteller für Zeiten des Aufruhrs
- 2016: Golden-Globe-Nominierung in der Kategorie Bester Nebendarsteller für 99 Homes – Stadt ohne Gewissen
- 2017: Oscar-Nominierung in der Kategorie Bester Nebendarsteller für Nocturnal Animals
- 2023: Emmy-Nominierung in der Kategorie Bester Hauptdarsteller in einer Miniserie oder Fernsehfilm für George & Tammy